# التاريخ العسكري لتايلاند

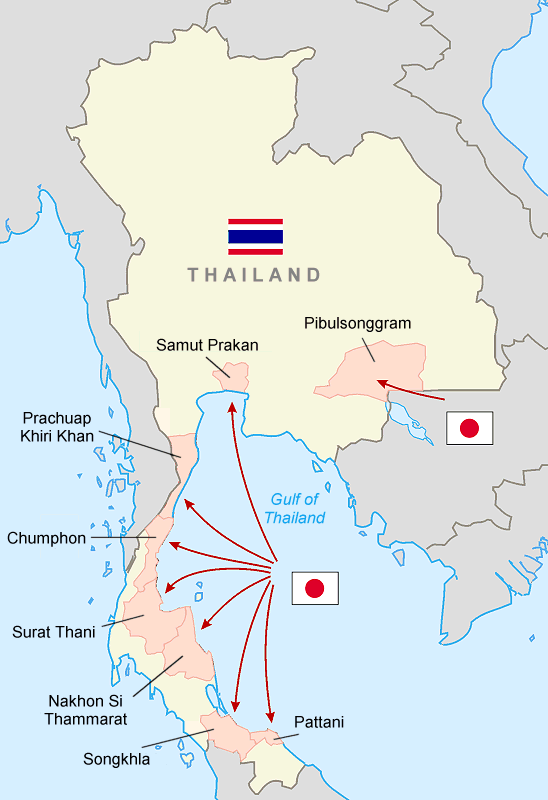

يشمل التاريخ العسكري لتايلاند ألف عام من الصراع العسكري، من حروب الاستقلال من إمبراطورية الخمير القوية ومنها إلى الصراع مع جيرانها المنافسين في بورما وفيتنام وفترات المواجهات المستعرة والقتال مع الإمبراطوريات الاستعمارية فرنسا وبريطانيا. كان لتاريخ تايلاند العسكري، الذي يهيمن عليه توسطها منطقة جنوب شرق آسيا، وأهمية تضاريسها البعيدة والعدائية، والطبيعة المتغيرة للتكنولوجيا العسكرية، أثر حاسم على تطور كل من تايلاند وجيرانها كدول معاصرة. في فترة ما بعد الحرب، شهدت علاقة تايلاند العسكرية مع الولايات المتحدة لعبها لدور مهم في كل من الحرب الباردة والحرب على الإرهاب، بينما جذب لها تدخلها في السياسات الداخلية انتباهًا دوليًا.

## تكوين الدولة وصراعات سيام الإقليمية (1300-1826)
ظهرت الدولة العسكرية السيامية من التفكك في القرن الرابع عشر لإمبراطورية الخمير القوية. عندما تمركزت دولة عسكرية قوية فيما يسمى اليوم كمبوديا، سيطر الخمير على المنطقة من خلال استخدام الجيش غير النظامي بقيادة العسكريين بسبب الولاء الشخصي لملوك المحاربين الخمير، والفلاحين المجندين الذين شنوا حربًا خلال مواسم الجفاف. اعتمد جيش الخمير بشكل أساسي حول المشاة، وعادة ما عُزز من قبل فيلة الحرب واعتمدت في وقت لاحق مدفعية باليستية من الصين.
بحلول نهاية الفترة، أدت الثورات بين أراضي الخمير في سيام وفيتنام، والهجوم الخارجي من مملكة تشامبا المستقلة، إلى تقويض قوة الخمير. بعد أن عزلت قوات تشامبا عاصمة الخمير أنكور وات بين عامي 1178-1179، تضاءلت بسرعة قدرة الخمير على السيطرة على أراضيها الواسعة. تُعد سوخوثاي أول مملكة سيامية تحصل على الاستقلال، وانضمت إلى مملكة أيوثايا المستقلة حديثًا عام 1350. بعد عام 1352 أصبحت أيوثايا المنافس الرئيسي لإمبراطورية الخمير المتقهقرة، ما أدى إلى غزو أيوثيان للخمير عام 1431.
شهدت السنوات اللاحقة حربًا مستمرة إذ حاولت العديد من الدول استغلال انهيار هيمنة الخمير. نظرًا لعدم امتلاك أي من الأطراف في المنطقة لميزة تكنولوجية، تحددت نتائج المعارك من خلال حجم الجيوش. استمر استخدام فيلة الحرب، إذ شهدت بعض المعارك قتالًا شخصيًا بين القادة على الفيلة. في عام 1592، أمر ناندا باين ملك تونجو ابنه مينجيي سوا بمهاجمة أيوثايا نارسوان التي تخيم جيوشه في يودهاتي. وصل البورميون بعد ذلك، ما أدى إلى معركة يودهاتي. كان ناريوسان قادرًا على قتل مينغي سوا بينما كان كلاهما على الأفيال خلال المعركة. انسحب الجيش البورمي من أيوثايا بعد ذلك. في عام 1599، احتل ناريسوان أيضًا مدينة بيغو، لكن ميناي تيهاتو النائب من تونغو استولى على ناندا باين وغادر إلى تونغو. عندما وصل ناريسوان إلى بيغو، وجد فقط أطلال المدينة. طلب من تونغو إعادة ناندا باين إلى سيطرته ولكن ميني ثيهاثو رفض ذلك. بعد كل حملة منتصرة، نقلت أيوثايا عددًا من الأشخاص الذين احتلت أرضهم إلى أراضيها، حيث دُمجوا بالسكان وأضيفوا إلى القوى العاملة. إلى الجنوب، تمكنت أيوثايا بسهولة من السيطرة على ولايات الملايو النائية. إلى الشمال، شكلت مملكة بورما تهديدًا عسكريًا محتملًا للمملكة السيامية. رغم انقسامها وتقسيمها بشكل متكرر في القرن السادس عشر، خلال فترات الوحدة، تمكنت بورما من هزيمة هزيمة أيوثايا في المعركة، مثلما حدث في 1564 و1569. وما تبع ذلك كان فترة طويلة أخرى من الانقسام البورمي.
نجحت بورما في غزو أيوثايا مرة أخرى عام 1767، وهذه المرة أحرقت العاصمة وقسمت البلاد مؤقتًا. تولى الجنرال، الذي أصبح لاحقًا ملكًا، تاكسين السلطة وهزم البورميين في معركة فو سام تون كامب في وقت لاحق عام 1767. بدعم سياسي صيني، حارب تاكسين عدة حملات ضد فيتنام، وانتزع كمبوديا من السيطرة الفيتنامية عام 1779. في الشمال، حررت قوات تاكسين مملكة لانا من السيطرة البورمية، وأنشأت منطقة عازلة مهمة، وغزت ممالك لاوس في عام 1778. في نهاية المطاف، جلبت المعارضة السياسية الداخلية، التي غذتها جزئيًا المخاوف بشأن النفوذ الصيني، تنحية تاكسين وتنصيب الجنرال شاكري راما الأول عام 1782 وتأسيس مملكة راتاناكوسين وعاصمتها الجديدة في بانكوك.
استمرت المنافسة العسكرية على الهيمنة الإقليمية، مع استمرار العمليات العسكرية السيامية للحفاظ على سيطرتهم على مملكة كمبوديا، والدعم السيامي لإزالة سلالة تاي تان المعادية في فيتنام مع حاكمها في البداية نغوين أونه. في السنوات اللاحقة، كان الإمبراطور الفيتنامي أقل تعاونًا، إذ دعم التمرد الكمبودي ضد السلطة السيامية ووضع حامية فيتنامية في بنوم بنه، عاصمة كمبوديا، لعدة سنوات. تجدد الصراع مع بورما في حملتي الحرب البورمية السيامية (1785-1786)، إذ تحولت النجاحات البورمية الأولية في كلا العامين إلى انتصارات سيامية حاسمة. شهد انضمام راما الثاني في عام 1809 غزوًا بورميًا أخيرًا، حملة تالانغ، في محاولة للاستفادة من خلافة السلطة. رغم تدمير تالانغ، أكد انتصار راما النهائي التفوق العسكري النسبي السيامي ضد بورما، ومثل هذا الصراع الغزو النهائي للأراضي السيامية من قبل بورما.

## سيام والتهديد الأوروبي العسكري (1826-1932)
مهدت الانتصارات البريطانية على بورما عام 1826 المسرح لقرن كان فيه التاريخ الاستعماري العسكري لتايلاند يهيمن عليه تهديد الاستعمار الأوروبي. ومع ذلك، بدايةً، ظل القلق السيامي يركز على منافسيه التقليديين بورما وفيتنام. تدخلت سيام لدعم بريطانيا ضد بورما عام 1826، لكن أدائها الباهت ألهم هجوم تشاو أنوفونغ المفاجئ على كورات. أثبتت مقاومة السيدة مو أنها بطلة ثقافية، وانتصار الجنرال بودينديشا بعد ذلك بعامين جعله شخصيةً رئيسية في التاريخ العسكري التايلاندي. أعادت حملته الناجحة في الحرب السيامية الفيتنامية (1841-1845) تأكيد النفوذ السيامي على كمبوديا. في عام 1849، شجع ضعف القوة البورمية على الثورة بين ولايتي شان الخاضعة للسيطرة البورمية من كينغتونغ وشيانج هونغ. سعى شيانغ هونغ مرارًا وتكرارًا للحصول على دعم سيامي، وفي النهاية ردت سيام بإرسال القوات لأول مرة عام 1852. وجد الجيشان صعوبات في الحملات في المرتفعات الجبلية الشمالية، واستغرق الأمر حتى عام 1855 قبل أن يصل السياميون أخيرًا إلى كينغتونغ، رغم الصعوبة كبيرة واستنزاف الموارد السيامية أدت في نهاية المطاف إلى تراجع القوات. استمرت هذه الحروب في الوضع التقليدي، إذ نُشرت فيلة الحرب في الميدان تحمل مدفعية خفيفة خلال تلك الفترة، وغالبًا ما كانت عاملًا حاسمًا في المعركة. في غضون ذلك، شجعت نقاط الضعف العسكرية الواضحة للصين في حربي الأفيون الأولى والثانية مع بريطانيا ثم فرنسا بين عامي 1830 و1860 سيام على رفض سيادة الصين في خمسينيات القرن التاسع عشر. ومع ذلك، تعرضت سيام لضغوط عسكرية وتجارية من القوى الأوروبية نفسها، وكما ورد يقال إن الملك راما الثالث قال على فراش موته عام 1851: «لن نشهد المزيد من الحروب مع بورما وفيتنام. لن نشهدها إلا مع الغرب».